# PTSD: Post Traumatic Stress Disorder
Pour l’article homonyme, voir PTSD.
Albums de Pharoahe Monch
W.A.R. (We Are Renegades)
(2011)
Singles
1. Damage
Sortie : 27 septembre 2012
2. Bad M.F.
Sortie : 29 janvier 2014

PTSD: Post Traumatic Stress Disorder est le quatrième album studio de Pharoahe Monch, sorti le 15 avril 2014.
L'album s'est classé 19e au Top R&B/Hip-Hop Albums et 102e au Billboard 200.

## Contenu
Pharaohe Monch continue dans cet opus l’histoire qu'il avait commencé à raconter dans son album précédent, W.A.R. (We Are Renegades). Le MC du Queens y narre, de façon littérale et métaphorique, les épreuves et tribulations d'un artiste indépendant en guerre contre l'industrie musicale et ses luttes d'homme noir aux États-Unis.
En 2012, lors d'une interview avec Shawn Setaro, le rédacteur en chef de Rap Genius, Monch a expliqué les connexions entre les deux projets, au-delà de leur titre : 

« W.A.R. (We Are Renegades) était comme un combat contre la machine que je menais de façon indépendante. J'étais énervé par des choses que j'avais découvertes dans l'industrie musicale et que je voulais révéler. PTSD: Post Traumatic Stress Disorder est le résultat de cette action, l'état émotionnel dans lequel je suis maintenant. Il s'agit d'un état similaire à quelqu'un qui revient de la guerre et qui doit se réadapter à une situation normale. »

L'album-concept suit un vétéran avec l'expérience du combat, le retour à la maison, la dissolution de sa relation, l'addiction aux drogues, la dépression douloureuse et finalement la décision de continuer à vivre et à se battre.

## Liste des titres
| No  | Titre                                                                                    | Contient un (des) sample(s) de                                             | Durée |
| --- | ---------------------------------------------------------------------------------------- | -------------------------------------------------------------------------- | ----- |
| 1.  | The Recollection Facility (Produit par Pharoahe Monch)                                   |                                                                            | 0:27  |
| 2.  | Time2 (Produit par Marco Polo)                                                           | I'm Glad You're Mine d'Al Green                                            | 3:14  |
| 3.  | Losing My Mind (featuring Denaun – Produit par Jesse West)                               |                                                                            | 3:17  |
| 4.  | Heroin Addict (Produit par Pharoahe Monch)                                               |                                                                            | 1:05  |
| 5.  | Damage (Produit par Lee Stone)                                                           | Mama Said Knock You Out de LL Cool J                                       | 3:38  |
| 6.  | Bad M.F. (Produit par Lee Stone)                                                         |                                                                            | 3:07  |
| 7.  | The Recollection Facility Pt. 2 (Produit par Pharoahe Monch)                             |                                                                            | 0:21  |
| 8.  | Rapid Eye Movement (featuring Black Thought – Produit par Marco Polo)                    |                                                                            | 4:22  |
| 9.  | Scream (Produit par Quelle Chris)                                                        |                                                                            | 2:28  |
| 10. | SideFX (featuring Dr. Pete – Produit par Pharoahe Monch)                                 |                                                                            | 0:59  |
| 11. | The Jungle (Produit par Marco Polo)                                                      | You're Getting a Little Too Smart des Detroit Emeralds                     | 4:13  |
| 12. | Broken Again (Produit par The Lion Share)                                                |                                                                            | 4:17  |
| 13. | Post Traumatic Stress Disorder (Produit par Boogie Blind et B.A.M.)                      | Kool Is Back de Funk, Inc.                                                 | 3:43  |
| 14. | D.R.E.A.M. (featuring Talib Kweli – Produit par Lee Stone)                               | Dreams de Buddy Miles N.Y. State of Mind de Nas C.R.E.A.M. du Wu-Tang Clan | 4:24  |
| 15. | The Recollection Facility Pt. 3 (Produit par Pharoahe Monch)                             |                                                                            | 0:28  |
| 16. | Eht Dnarg Noisulli (featuring The Stepkids – Produit par The Stepkids et Pharoahe Monch) |                                                                            | 4:42  |

| 17. | Stand Your Ground (featuring Vernon Reid – Produit par Lee Stone) | 2:50 |